# Операција Смолућа
Операција Смолућа је била војна операција Војске Републике Српске, која се одвијала између 25. и 30. августа 1992. године. Покренута је са циљем ослобађања енклаве коју је опколила Армија РБиХ. Окончана је побједом Војске Републике Српске.

## Позадина
Према попису из 1991. године, Смолућа Горња је имала 731 становника, Смолућа Доња око 1.400 и Тиња Доња 1.560. У тим селима већину су имали Срби са око 3.000 становника. Током опсаде Смолуће, са подручја Сребреника, Лукавца и Тузле протјерано је преко 3.000 српских цивила у Смолућу. А касније је још око 700 Срба протјерано из Подпећи у Смолућу.

## Ток догађаја
Почетком рата на територији некадашње СР Босне и Херцеговине, у Тузланском кантону, у месту Смолућа, дужине 25 км и ширине 8 км (што значи елипсастог облика), Армија Босне и Херцеговине коју су чиниле снаге из Тузле, Лукавца, Грачанице и Сребреника, направила је обруч око Смолуће држећи мештане под сталним гранатирањем и без основних услова за живот. Једина одступница водила је преко Тиње и Потпећа, сусједних села. Препуштени сами себи без телефона, радио везе, једино што је имало јесте извор који се налазио у селу. Народ је одлучио да сам организује одбрану. На срећу сва три села и мјештана, међу становницима се нашао Љубомир Тодоровић, бивши начелник територијалне одбране и цивилне заштите рудника "Крека" са завршеним факултетом одбране. Своје знање примијенио је у ратним условима и почео је утврђивати одбрану Смолуће. Формирани су одред "Ратиш" у Смолући и одред "Оклесаница" у Потпећу.
Извршена је мобилизација мушког становништва од 16 до 60 година и формирано је 8 чета које су бројале око 1.200 бораца, а војска се наоружала оружјем из складишта магацина рудника "Крека" у Смолући. По селу су распоређене праге, минобацачи, бестрзајни топови, а око села је направљена кружна одбрана. Мобилисане су дјевојке и жене које су помагале у копању ровова; изградио се захваљујући њима одбрамбени темељ ровова какав је примјењиван у Вијетнамском рату. Дуж линија ископани су ровови и направљене тврђаве које непријатељске гранате нису могле срушити. Штаб ратне болнице бројао је 7 чланова. Ратни штаб је пописао све животиње у селу како се не би клале и служиле за добијање разних производа (млијеко, сир). Формирана је и интервентна чета од 25 специјалаца која би притекла у помоћ оној линији која је била највише угрожена. Војници су напуштали ровове једном мјесечно како би ишли кући да се окупају.
Командант муслиманске бригаде АРБиХ из Тузле Енес Катић, који је држао напад из правца Мрамора, љут што муслиманске јединице из правца Сикуља не врше нападе, окренуо је артиљеријску паљбу преко Смолуће и разорио је село Шикуље. Затим су отпочели жестоки напади из правца Шикуља као и из Мрамора. Месеци су пролазили у сталним нападима на засеоке у ова три села, а мртве који су стизали сахрањивали су без погребних обичаја само уз присуство породице. На сусједним линијама и у непрестаним нападима били су дојучерашње колеге из рудника "Крека", као и пријатељи и комшије из сусједних села. Сада је ситуација нешто другачија него када су муслимани хтјели по сваку цијену да заузму ово подручје. Председник општине Тузла позвао је радио-везом Љубомира Тодоровића око преговора, Тодоровић је пристао под условом да се успостави телефонска веза. Одмах по успостављању везе дат је задатак везистима да успоставе везе са својим рођацима на Мајевици и Озрену. Након што су везисти успјели да упадну у везу између муслимана и Срба, морали су доказивати да су Срби тако што су говорили датуме великих српских светаца.
Након успоставе везе, везисти, њихови рођаци и људи са других подручја нису ни знали за дешавања у Смолући јер су били одсјечени од свијета. После давања тачних координата отпочело је гранатирање муслиманских положаја са подручја Мајевице. Након што су људи видјели шта се дешава, да су српске снаге отпочеле напад, народ Смолуће је изашао на улице и први пут након четири мјесеца отпочела је пјесма и коло. Тада тек новоосновано вођство ВРС, Врховни командант Радован Караџић и генерал Ратко Младић, наредили су да се народ спаси од покоља у Смолући. Из Бијељине су се покренуле семберска бригада и одред "Пантера", њих око хиљаду и преко Брчког, Добоја и Петрова спојили су се са озренским јединицама и спустили су се до Добошнице. Војска из Семберије и Озрена је почела да учвршћује коридор широк пет километара, а колона од седам хиљада људи кренула је шумским путем према сигурној територији и Озрену.
Тачније, акцију су, поред ”Пантера” и 1. озренске бригаде, извеле следеће јединице: вод полиције из 2. мајевичке, Зворничке и 1. посавске бригаде; вод полиције из 3. батаљона војне полиције ИБК, вод полиције из Станице јавне безбедности Лопаре, вод из 3. мајевичке бригаде, вод из 3. батаљона везе ИБК и вод из 3. инжењеријског пука ИБК. Ове јединице су током битке имале 23 погинулих и 150 рањених бораца.
У операцији је погинуло између 60 и 70 српских војника, те рањено око 200 војника и цивила. Била је то велика одбрана вијековних огњишта, битка и побједа Војске Републике Српске и цивилног српског становништва.

## Смолућа данас
Највећа српска варош у Федералном дијелу БиХ сада је пуста. Смолућа, која је прије рата бројала 4.500 људи, данас је празна, а њени становници, који су током рата избјегли, тренутно живе у десетак земаља у свијету. Када је прве послератне године на списку било око 2.000 Смолућана који су се хтјели вратити, локална муслиманска власт им то није дозволила. Данас иста та власт нуди повратак иако знају да су широм свијета расељени њени ратни становници. У највећој порушеној вароши у БиХ данас је активан једино Центар за лијечење наркомана али и депоније које се налазе на сваком ћошку.

## Пјесме о Смолући
- Роки Вуловић - Смолућа
- Озренски извори - Увену љиљани